# Karl Mauch

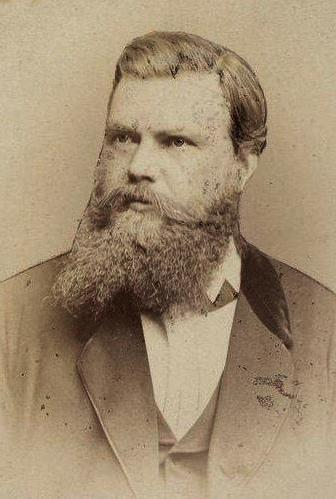
Karl Mauch.

Karl Gottlieb Mauch, född den 7 maj 1837 i Stetten im Remstal i Württemberg, död den 4 maj 1875 i Stuttgart (till följd av ett fall), var en tysk Afrikaresande.
Mauch reste 1865–1872 i Transvaal och områdena mellan Limpopo och Zambezi och återupptäckte 1871 Zimbabwes ruiner, i vilka han trodde sig ha återfunnit Bibelns Ofir. Han skrev Reisen im innern von Südafrika 1865–1872 (1874).